# Laterallus
A  Laterallus a madarak osztályának darualakúak (Gruiformes) rendjébe és a  guvatfélék (Rallidae) családjába tartozó nem.

## Rendszerezésük
A nemet George Robert Gray angol zoológus írta le 1855-ben, az alábbi fajok tartoznak ide:
- csíkos törpeguvat (Laterallus fasciatus[1] vagy Anurolimnas fasciatus)[2]
- vöröstorkú törpeguvat (Laterallus melanophaius)
- venezuelai törpeguvat (Laterallus levraudi)
- rubin törpeguvat (Laterallus ruber)
- fehértorkú törpeguvat (Laterallus albigularis[2] vagy Limnocrex albigularis)[1]
- amazonasi törpeguvat (Laterallus exilis)
- sárgamellű törpeguvat vagy sárgamellű vízicsibe (Laterallus flaviventer[2] vagy Porzana flaviventer)
- juhász guvat (Laterallus jamaicensis[2] vagy Creciscus jamaicensis)[1]
- galápagosi guvat (Laterallus spilonota[2] vagy Creciscus spilonota)[1]
- foltos vízicsibe (Laterallus spiloptera korábban Porzana spiloptera)
- Atlantisz-guvat (Laterallus rogersi[1] vagy Atlantisia rogersi)[2]
- vörösképű törpeguvat (Laterallus xenopterus)
- fehérmellű törpeguvat (Laterallus leucopyrrhus)